# Лепорская, Анна Александровна
А́нна Алекса́ндровна Лепо́рская (1 [13] февраля 1900, Чернигов — 14 марта 1982, Ленинград) — советская художница по фарфору, живописец, график, дизайнер, монументалист. Член Союза художников СССР. Заслуженный художник РСФСР (1967). Государственная премия РСФСР имени И.Е. Репина (1970).

## Биография
Родилась в семье преподавателя латинского языка Черниговской духовной семинарии Александра Лепорского. Была племянницей профессора, протоиерея Петра Лепорского, а директор металлургического комбината «Азовсталь» В. В. Лепорский был её племянником. Вскоре семья переехала в Вятку и к 1908 году — в Псков, где она окончила гимназию, подружилась с семьёй Вениамина Каверина, встречалась с Юрием Тыняновым.
В 1918—1922 годах училась в Псковской художественно-промышленной школе, где заинтересовалась керамикой и фарфором: «Мне доставляло большое удовольствие „тянуть“ форму кувшина на ножном гончарном круге». Затем в течение двух лет она училась на факультете живописи в Петроградской Академии художеств у К. Петрова-Водкина и А. Савинова.
В 1923—1926 годах училась и работала в ГИНХУКе, в формально-теоретическом отделе у К. Малевича в качестве практиканта, была его секретарём и самой молодой из его учениц. Она интересовалась всеми экспериментами своего учителя, выбирая то, что было свойственно её творческой индивидуальности; вела записи анализов живописных произведений молодых художников, приносивших их для показа Малевичу. Здесь Лепорская сформировалась как дизайнер, впитала в себя принцип широты художественных интересов, который был так характерен для Малевича; Лепорская отмечала:

Работа с ним дала понимание основных начал пластичности всякой формы, выращивания её как живого природного элемента цветка, растения, понимание «чуть-чуть», которое может или выстроить удивительную гармонию вещи, или сделать её безобразной и даже вовсе разрушить.
В круге Малевича познакомилась с художником Николаем Суетиным, ставшим её мужем. В 1935 году на могиле Казимира Малевича они установили памятник, спроектированный Николаем Суетиным, — куб с «Чёрным квадратом».
Лепорская входила в группу живописно-пластического реализма вместе с К. И. Рождественским, Л. А. Юдиным, В. В. Стерлиговым и В. М. Ермолаевой.
Перед Венецианской биеннале 1923 года Лепорская вместе с Константином Рождественским и Николаем Суетиным участвовала в написании триптиха, состоящего из чёрного креста, чёрного круга и «Чёрного квадрата»
В предвоенные годы много занималась живописью маслом и акварелью, работала как дизайнер. Много путешествовала по стране. Участвовала в выполнении ряда дизайнерских проектов в Ленинграде, на Всемирных выставках. В 1937 году Лепорской и её мужу было поручено оформление интерьера зала искусств советского павильона на всемирной выставке в Париже, а в 1939 году — на Международной выставке в Нью-Йорке. В начале Великой Отечественной войны, после введения воинских орденов Суворова, Кутузова, Александра Невского, Лепорской было поручено заново оформить могилу Александра Невского; её муж, Н. М. Суетин, оформлял могилу Суворова. В 1941 году пришла работать на ЛФЗ. В блокадном Ленинграде она не только рисовала, но и работала на заводе, обморозив руки и получив дистрофию и цингу. Работала над выставками в Штабе партизанского движения. В 1944 году она восстанавливала интерьеры Государственного театра оперы и балета имени Кирова.
В 1945 году муж Лепорской, бывший в то время главным художником Ленинградского фарфорового завода имени М. В. Ломоносова, привлёк её к работе с фарфором: был создан её первый чайный сервиз «Конус». С 1948 года она — в штате завода. С её именем связано целое направление работы завода; известный искусствовед Михаил Коган писал:

Особо хочется подчеркнуть плодотворность той линии на Ломоносовском заводе, которая связана, в первую очередь, с именем Лепорской и развивает традиции русского классицизма. Безукоризненные по пропорциям формы её чайных сервизов, их удивительно острые, совершенные росписи не уступают лучшим образцам фарфора XIX века.

Работы Лепорской были отмечены самыми высокими оценками на выставке Международной академии керамики в Женеве, на выставках в Брюсселе, Кабуле, Дамаске, Лейпциге, Осло, Вене, Будапеште, Турине, Гётеборге и во многих других городах мира. В 1970 году она удостоена звания лауреата Государственной премии РСФСР имени И. Е. Репина. Работы А. А. Лепорской представлены в целом ряде музеев, наиболее полно — в Русском музее, музее Ленинградского фарфорового завода, в Псковском музее-заповеднике.
Долгие годы у неё хранились архив и рисунки Малевича.
Похоронена на Богословском кладбище.
С февраля по 14 марта 2022 года в Михайловском замке Русского музея проходила выставка «Анна Лепорская. Живопись. Графика. Фарфор».